# Kościół św. Marcina w Ćwiklicach
Kościół św. Marcina – drewniany barokowy kościół znajdujący się w Ćwiklicach w powiecie pszczyńskim.
Kościół znajduje się na Szlaku Architektury Drewnianej województwa śląskiego w pętli pszczyńskiej.

## Historia

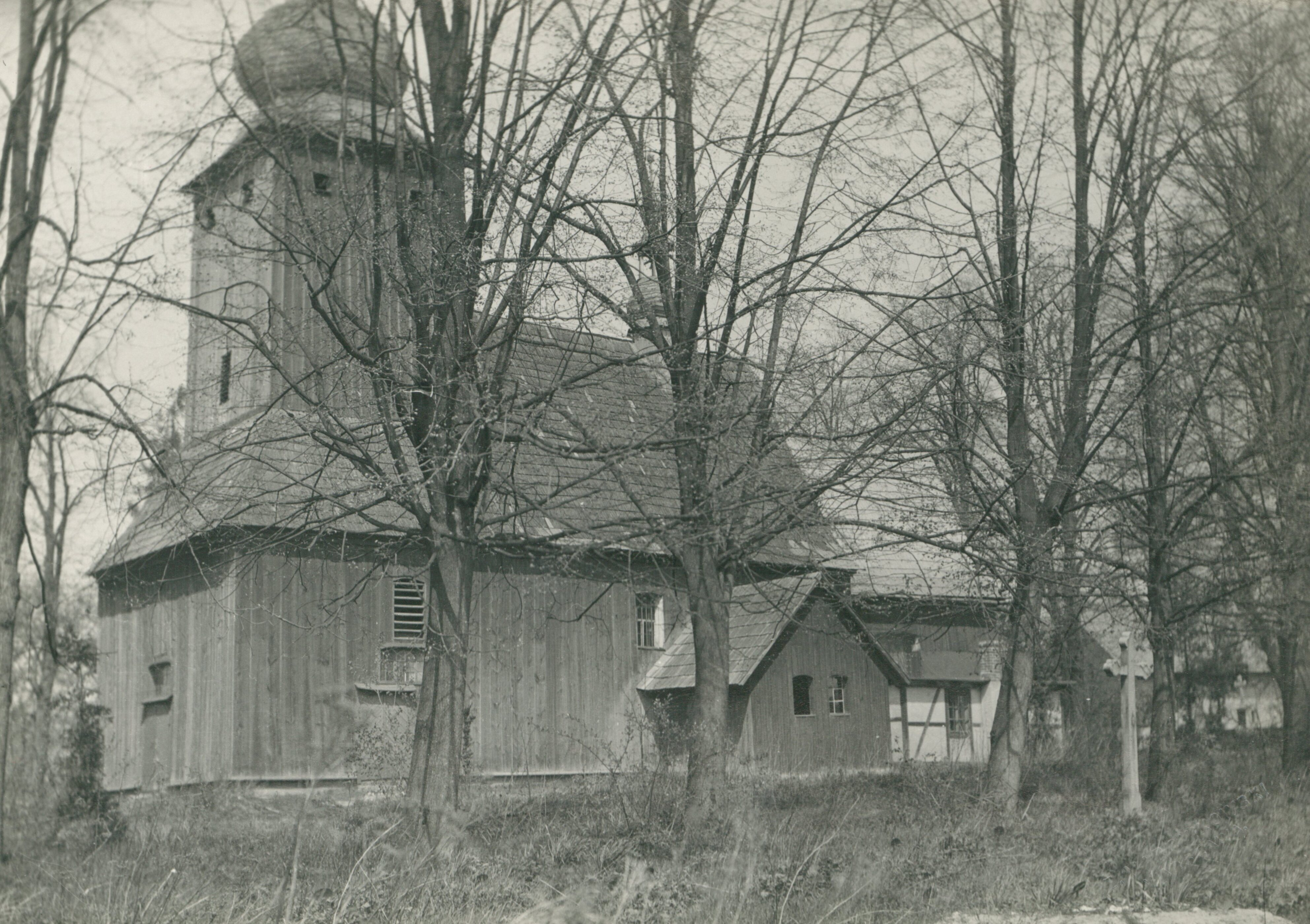
Widok kościoła przed 1930

Pierwsze wzmianki o kościele położonym w tym miejscu pochodzą z 1326 roku. Obecny kościół został wzniesiony na zrębach pierwotnej świątyni, przez długi czas uważano, że stało się to na przełomie XVI i XVII wieku, ale ostatnie badania drewna pobranego z więźby świątyni wskazują, że pochodzi ono z lat 1464–1466. Ćwiklicka świątynia jest, obok kościoła w Łaziskach, prawdopodobnie najstarszym na Śląsku kościołem drewnianym o konstrukcji zrębowej. Kościół został wybudowany w stylu gotyckim, jednak w ciągu swojej historii przeszedł wiele zmian. Został przebudowany w XVIII wieku, zaś na przełomie XIX i XX wieku, podczas prac remontowych, oryginalny kształt kościoła został zdeformowany. W 2010 roku powódź zniszczyła podwaliny i posadzkę świątyni.

## Konstrukcja
Kościół św. Marcina jest orientowaną budowlą drewnianą o konstrukcji zrębowej. Prezbiterium zamknięte jest ścianą prostą. Przy nim (od północy) mieści się kruchta – dawna zakrystia, natomiast od strony południowej mieści się zakrystia o konstrukcji szkieletowej. Nawa zbudowana jest na planie czworokąta z przylegającą od strony południowej późniejszą kaplicą. Nad nawą i prezbiterium dachy siodłowe kryte gontem. Od zachodu wieża konstrukcji słupowej, wzniesiona na planie kwadratu, w dolnej partii wtopiona w korpus kościoła, nakryta baniastym hełmem z latarnią.

## Wnętrze
Wystrój kościoła pochodzi z połowy XVIII w. i jest dość jednolity. We wnętrzu znajdują się trzy późnobarokowe ołtarze: główny z patronem kościoła – św. Marcinem na obrazie i dwa boczne, pod wezwaniem Matki Bożej i Ukrzyżowania. Wart uwagi jest XV-wieczny tryptyk z Matką Boską i Dzieciątkiem w kaplicy bocznej oraz ołtarzyk św. Barbary pod wieżą. Interesujące są również drzwi z okuciami i zamkami z XVI w. prowadzące do kaplicy dołączonej do nawy, rokokowa chrzcielnica w kształcie anioła podtrzymującego urnę oraz ambona również w stylu rokoko (aktualnie zdemontowana).
Na ścianach polichromia z końca XVII w., w prezbiterium sceny z życia patrona parafii św. Marcina Biskupa i wizerunki apostołów (zasłonięte obecnie, podobnie jak ściana wschodnia oraz ściana tęczowa, współczesnym odeskowaniem), w nawie sceny z Męki Pańskiej z wizerunkami apostołów w partiach dolnych. W latach 70. XX w. zlikwidowano stary strop nawy, na którym były jeszcze widoczne fragmenty polichromii w postaci wici roślinnej i zastąpiono go nowym, kasetonowym.
Organy – obecne zbudowane w 1982 r. przez kobiórskiego budowniczego p. Zasadę. Wcześniejsze, z ok. 1880 r., pochodzące z warsztatu Heinricha Dürschlaga, znajdujące się obecnie w Muzeum Organów Śląskich w Akademii Muzycznej w Katowicach, zostały zrekonstruowane w oparciu o zachowane części i badania porównawcze.

## Galeria

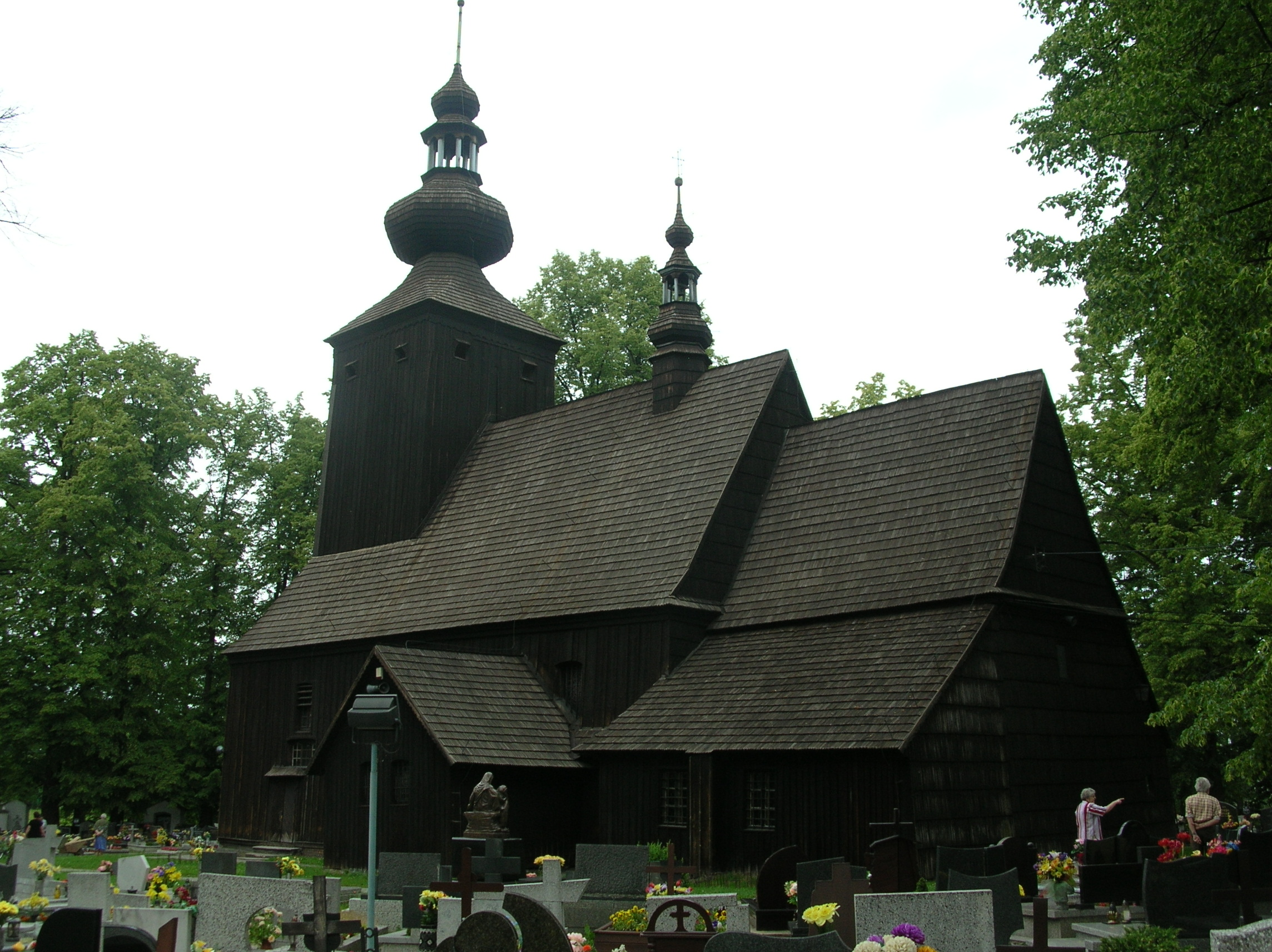
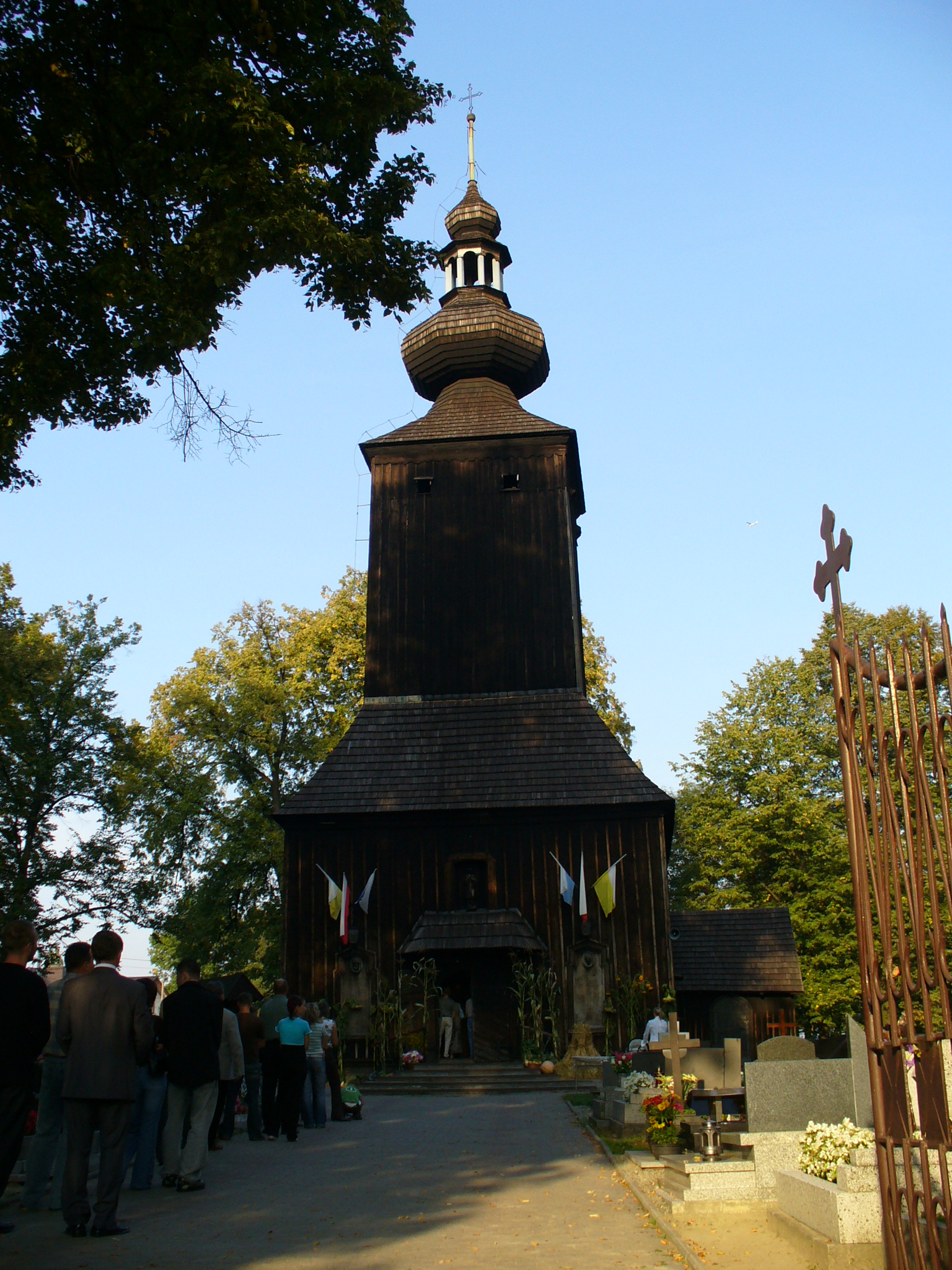
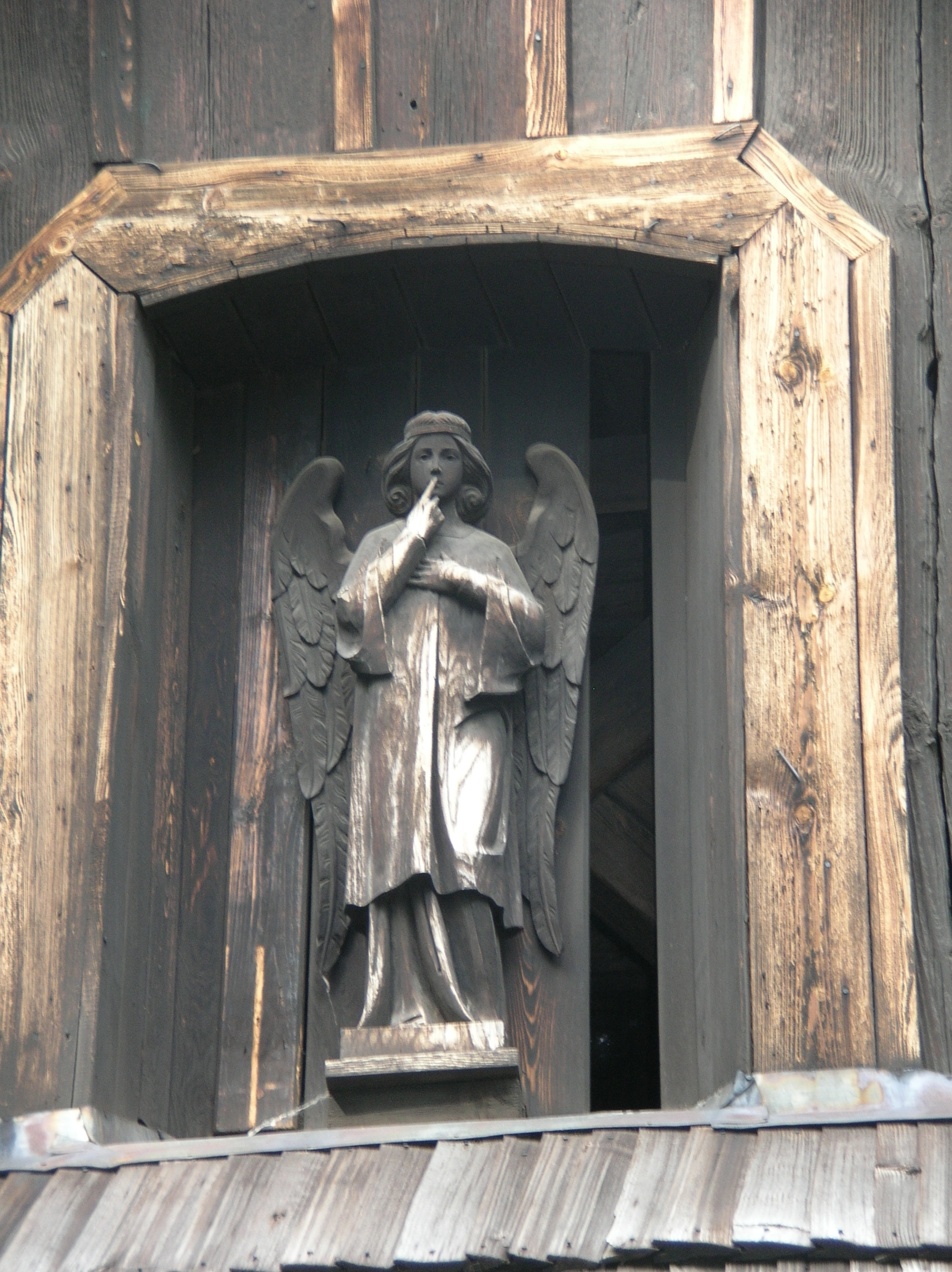